# Sockl and Nathan

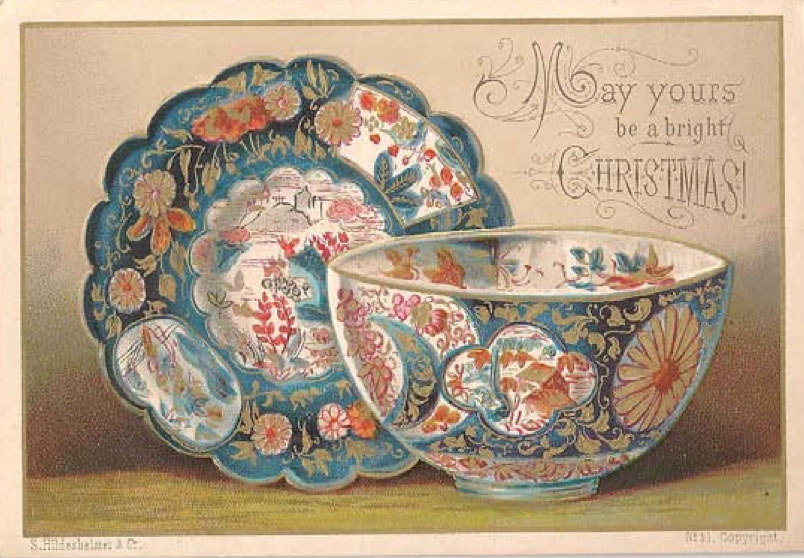
Egy Sockl & Nathan karácsonyi képeslap 1895-ből

A Sockl and Nathan egy 19. századi brit üdvözlőkártya-gyártó és kiadó cég volt, londoni székhellyel. Victor Sockl és Saul Nathan hozta létre és vezette.

## Történet
A cég partnerség volt Victor Franz Theodor Sockl, a festő Theodor Sockl és Clara Adelheid Sockl, született Soterius von Sachsenheim fia és Saul Nathan között. Victor Sockl, testvére Carl Sockl, és Carl családja a 19. század második felében emigrált az Osztrák Birodalomból Nagy-Britanniába, valószínűleg azért, hogy elkerüljék a besorozást és az 1848-as forradalmakat követő közép-európai zavargásokat. Carl Sockl a cég könyvelője volt.
A cég festmények reprodukciójára specializálódott. Képeiket kézzel készítették a németországi Lipcsében, egy olyan eljárással, mely megelőzte az üdvözlőlapok tömeggyártását.  Az üzlet, Londonban a Hamsell utca 4 alatt, nagyon sikeres volt és megkapta a Royal Warrant (királyi jótállás) címet. A képeken gyakran nem szerepelt a cég neve, hanem egyszerűen a “szerzői jog” szerepelt, mert a Nathan név miatt féltek az üldöztetéstől, lévén ez egy zsidó név volt. A társaság kiadóként is működött, ugyanezen név alatt. Illusztrált gyermekverseket adtak ki könyvben.
Egy szomszédos ingatlanon történt tűzeset nagy kárt okozott a készletben, ezután a cég küzdött a túlélésért. Végül csődbement, köszönhetően főként a tömegében gyártott üdvözlőkártyák ágazatának egyre növekvő versenyének. A partnerek 1897 februárjában feloszlatták a céget.
A Sockl család birtokában mintegy 200 kártya maradt. Az 1980-as évek végén hét kártyát a Medici Társaság évekre reprodukált. Az 1990-es években körülbelül 100-at eladtak egy műkereskedőnek, akinek a wimbledoni galériájában kiállították ezeket, a maradék 100-at pedig az Ephemera Társaságnak adományozták. Körülbelül 53 kártya található a kiterjedt Laura Seddon Üdvözlőkártya Gyűjteményben, az Üdvözletek Galériája című könyvének (1992) jegyzékében ezek szerepelnek is. A gyűjtemény jelenleg a Manchester Metropolitan Egyetemen található, a Viktoriánus Ephemera Gyűjtemény részeként, melynek a Sir Kenneth Green Könyvtár ad helyet, a Mindenszentek Campusában.

## Fogadtatás
A Sockl and Nathan üdvözlőkártyák megjelentek a kor magazinjaiban és újságjaiban, különösen az 1880-as években. A cég által kibocsátott új kártyafajták között megtalálhatók az aláírással ellátott kártyák is.

## Képek

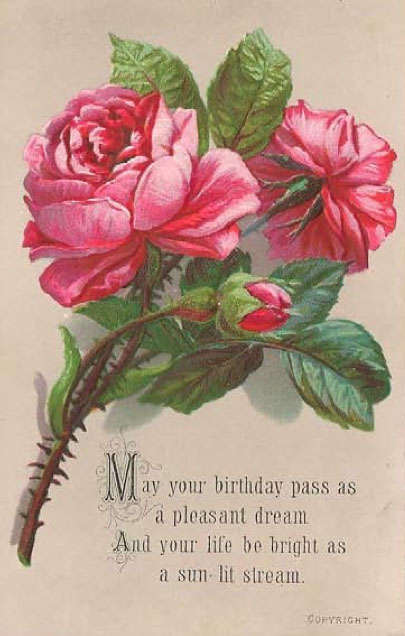
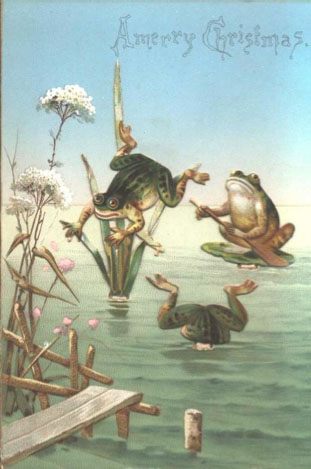
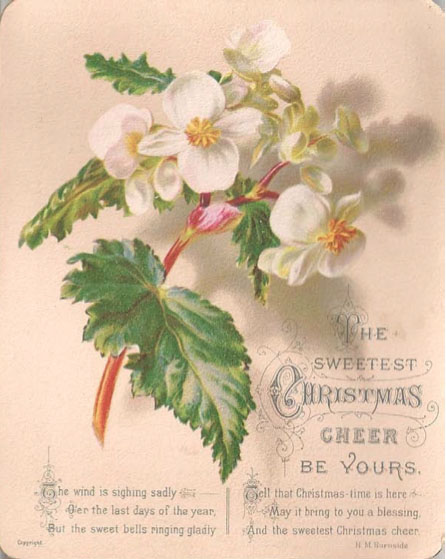
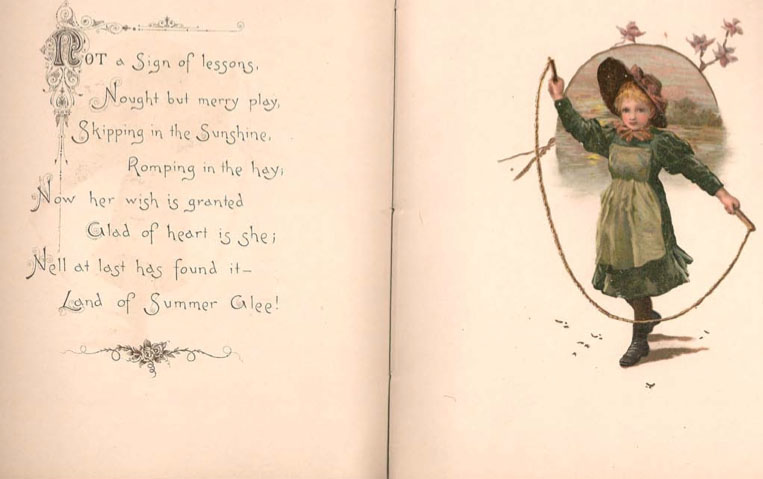